# 43305 Camillebibles
43305 Camillebibles è un asteroide della fascia principale. Scoperto nel 2000, presenta un'orbita caratterizzata da un semiasse maggiore pari a 2,5261917 au e da un'eccentricità di 0,2410544, inclinata di 14,20751° rispetto all'eclittica.